# Tillståndspostulatet
Tillståndspostulatet är en lag inom termodynamiken som postulerar antalet tillståndsstorheter som krävs för att entydigt definiera tillståndet hos ett termodynamiskt system i jämvikt.
Tillståndspostulatet kan formuleras:
| ” | Tillståndet hos ett enkelt kompressibelt system är entydigt bestämt av två oberoende intensiva tillståndsstorheter. | „ |
| – | |   |

Ett system sägs vara enkelt kompressibelt i frånvaro av vissa externa effekter som sällan behöver tas i beaktande inom tekniska tillämpningar. Dessa effekter är elektromagnetiska fält, gravitation, ytspänning och rörelse. för ett sådant system krävs endast två oberoende intensiva storheter för att bestämma tillståndet, resten kan beräknas med hjälp av tillståndsekvationer. Antalet storheter som behöver vara kända stiger om externa effekter måste tas med i beräkningen.